# Bothriomyrmex jannonei
Bothriomyrmex jannonei är en myrart som beskrevs av Menozzi 1936. Bothriomyrmex jannonei ingår i släktet Bothriomyrmex och familjen myror. Inga underarter finns listade.